# Munsiganj
Munsiganj est une ville du Bangladesh, chef-lieu du district de Munshiganj, dans la division de Dhaka.
Au recensement de 2011, Munshiganj Paurashava comptait 15 133 ménages et une population de 70 674 habitants. Parmi ceux-ci, 14 539 (20,57 %) avaient moins de 10 ans. Munshiganj avait un rapport de masculinité de 970 femmes pour 1000 hommes et un taux d'alphabétisation de 65,21%.
Munsiganj est la ville de naissance d’Iajuddin Ahmed (1931-2012), président du Bangladesh entre 2002 et 2009.

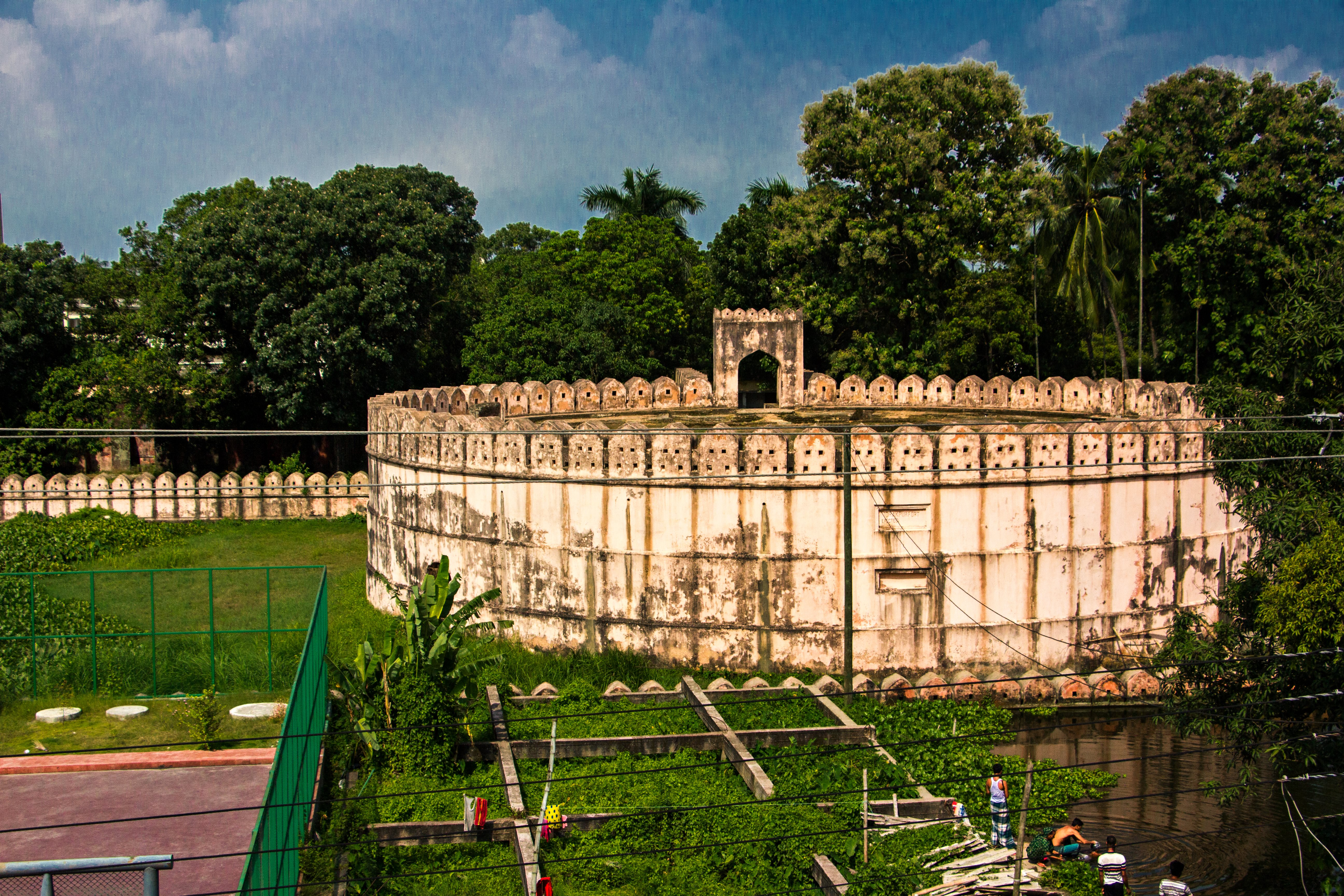
Le fort d'Idrakpur (en) à Munsiganj, à la confluence du Meghna et de l'Ichamati (en).